# Pintér Tibor (költő, 1954–2017)
Pintér Tibor (Budapest, 1954. november 21. – 2017. április 30.) magyar költő, műfordító, festő.

## Munkássága
Öt verseskötete jelent meg: „Tempus Diabolicus” (1991), „Vizek szinén” (1995), „Századvégi bukolika” (1999), az életrajzi ihletésű „A képező árnyéka” (2001), valamint a költő születésének ötvenedik évfordulójára megjelent és ironikus-asszociatív módon kétértelmű című Hideg paradicsom (2004).
Pintér Tibor a Magyarul Bábelben című, a magyar illetve idegen nyelvű művek, műrészletek fordításait összegyűjtő portál alapítója és szerkesztője volt. Filmjei a YouTube-on láthatók.
Versvilága vállaltan egyedi, kísérlet típusú irodalom,  indulatos-ironikus-szatirikus expresszionizmussal ábrázolja a mai élet prózáját. Munkáiban egymástól igen távoli asszociációkkal kapcsolódó egységeket sorakoztat egymás után.

## Művei
- Majong; összeáll. Pintér Tibor; Typotex, Bp., 1991
- Tempus diabolicus; magánkiadás, Bp., 1991
- Vizek szinén; magánkiadás, Bp., 1995
- Századvégi bukolika; Fekete Sas, Bp., 1999
- A képező árnyéka; Fekete Sas, Bp., 2000
- Hideg paradicsom; Fekete Sas, Bp., 2004
- Tárgyak, élőlények; Fekete Sas, Bp., 2014